# Lemonade Mouth (film)
Lemonade Mouth er en Disney Channel-film der havde premiere fredag d. 11. november 2011. Den er instrueret af Patricia Riggen og skrevet af April Blair. Filmen er baseret på Mark Peter Hughes' bog af samme navn.

## Handling
Filmen handler om fem venner der møder hinanden via en eftersidning, hvor de finder ud af, at de sammen kan bruge deres musikalske talenter. Imens er Miss Reznick imod at musiklokalet bliver flyttet til kælderen, og at skolen bruger alle pengene på sport. Derfor danner Olivia, Stella, Wen, Mo og Charlie bandet Lemonade Mouth.
Men på grund af at bandet gør oprør mod skolens beslutninger og regler, får det ikke meget opbakning fra netop skolen. Og i sidste ende er det kun venskabet, sammenholdet og viljen, der kan gøre bandet muligt.

## Figurer
Olivia White (Bridgit Mendler) er forsanger. Hun bor med sin bedstemor eftersom hendes mor er død og faren er i fængsel. Hun er rimelig øm på det punkt, men derfor også en bedre ven. Hun er den sidste til at sige ja til bandet. Desuden er hun forelsket i Wen, og de ender med at blive kærester.
Stella Yamada (Hayley Kiyoko) er ny på skolen og en rigtig oprører. Hun tager initiativet til et band, og er også den sidste til at give slip på det i de hårde tider. Hun er basist.
Wendell "Wen" Gifford (Adam Hicks) er en formidabel keyboardspiller og rapper. Han er frustreret over farens forhold til Sydney der umiddelbart ligner én der stadig går i High School. Men i sidste ende indser han – med Olivias hjælp – at han er heldig at han overhovedet har en familie.
Mohini "Mo" Banjaree (Naomi Scott) er en amerikansk pige med indisk baggrund, og med en streng far, der kun er ude på at beskytte sin datter, men også dårlig til at give slip på hende. Hun må ikke være alene med drenge, hvilket gør det svært at være kæreste med et band medlem fra Lemonade Mouths rivaler.
Så snart Mo ankommer til skolen, skifter hun til trendy kjoler og bytter violin ud med guitar og håber på ikke at blive opdaget. 
Charles "Charlie" Delgado (Blake Michael) spiller trommer, og er en ret charmerende fyr. Hans forældre er dog mere opsat på at få noget "mere fornuftigt" ud af ham, men Charlie elsker trommerne. Han er forelsket i Mo, men ved også, at hun allerede har en kæreste. Han tænder hurtigt på idéen om bandet.